# Eduard Reich

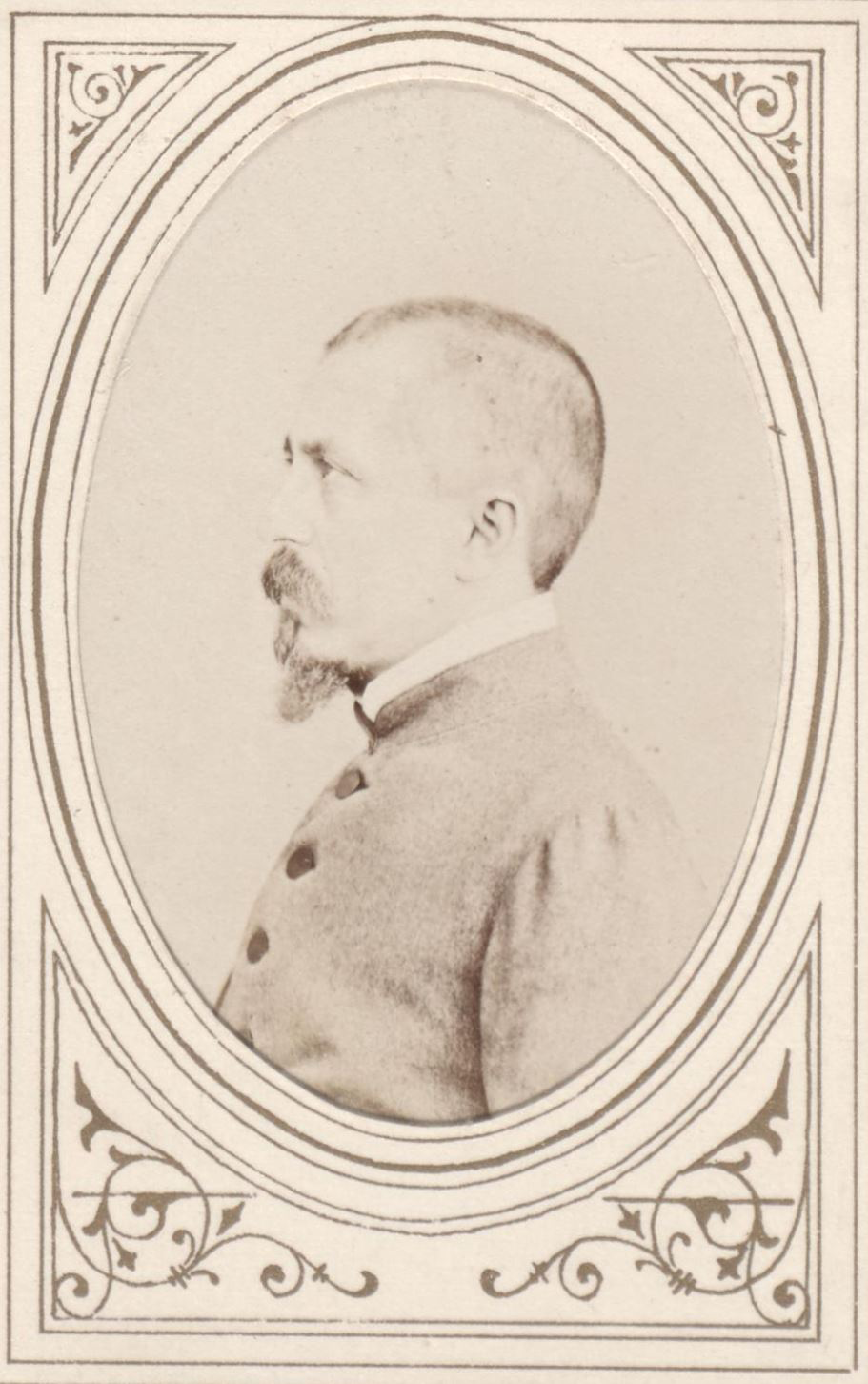
Eduard Reich.

Eduard Reich, född den 6 mars 1836 i Sternberg i Mähren, död den 1 december 1919 i Muiderberg nära Amsterdam, var en österrikisk läkare och författare.
Reich var filosofie och medicine doktor och en tid docent vid universitetet i Bern. Han utgav en mängd skrifter, vilkas huvuduppgift han uppgav vara att grundlägga hygienen som politisk-moralisk vetenskap. Reich intresserade sig inte endast för medicin, utan även för psykologi och politik med flera ämnen. Han bosatte sig 1909 som privatlärd i La Panne i Belgien.